# And All That Could Have Been
And All That Could Have Been (även känt som Halo 17) är ett livealbum och en dubbel-DVD släppt av det amerikanska bandet Nine Inch Nails 2002.

## Låtlista

### CD1
1. "Terrible Lie" (4:59)
2. "Sin" (4:15)
3. "March Of The Pigs" (4:13)
4. "Piggy" (4:51)
5. "The Frail" (1:41)
6. "The Wretched" (5:24)
7. "Gave Up" (4:14)
8. "The Great Below" (5:07)
9. "The Mark Has Been Made" (3:45)
10. "Wish" (3:40)
11. "Suck" (14:30)
12. "Closer" (5:38)
13. "Head Like A Hole" (4:45)
14. "The Day The World Went Away" (6:29)
15. "Starfuckers Inc." (5:30)
16. "Hurt" (4:59)

### CD2
1. "Something I Can Never Have" (6:15)
2. "Adrift And At Peace" (2:52)
3. "The Fragile" (15:12)
4. "The Becoming" (14:30)
5. "Gone, Still" (2:36)
6. "The Day The World Went Away" (5:17)
7. "And All That Could Have Been" (6:15)
8. "The Persistence Of Loss" (4:04)
9. "Leaving Hope" (5:57)